# Михайлівський район (Криворізька округа)
Михайлівський район — колишня адміністративно-територіальна одиниця проміжного рівня Криворізької округи УСРР.

## Історія
Утворений 7 березня 1923 року в складі Криворізької округи (повіту) Катеринославської губернії УСРР з існуючих на той час волостей Ново-Миколаївської, Михайлівської, Кам'янської і Бузулуцької з центром в селі Михайлівка.
За даними Катеринославського губернського статистичного бюро на 1 січня 1925 року до складу Михайлівського району входило 13 сільських рад:
| №  | Назва сільської ради | Назва населенних пунктів |
| -- | -------------------- | --- |
| 1  | Михайлівська         | с. Михайлівка, хут. Олефірова радгосп 1-ша Українська Нансеновська хліборобна школа |
| 2  | Олексіївська         | пос. Олексіївка, хут. Жовтий, пос. Спасовський |
| 3  | Базалукська          | с. Базалук, пос. Будьоновський, пос. Тарасовський |
| 4  | Володимирівська      | д. Володимирівка, кл. Нива Трудова, д. Новомар’янівка, хут. Сергієва, хут. Черкасова |
| 5  | Катеринівська        | д. Катеринівка, д. Благодатна, д. Корнилівка, д. Петрушівка, д. Таранове, кол. Фельзенгут (Суханова), хут. Широчанський |
| 6  | Лизаветпільська      | д. Лизаветпіль, д. Аннівка, пос. Бурлацьке-Вовчий, пос. Веселий, пос. Мала Тарановка (Попове), д. Ново-Дмитровка, пос. Ново-Мар’їнський, д. Радушна, пос. Школьних, хутори Горбенко І., Грипаса, Корнилова, Фоміна А.Д. |
| 7  | Златоустівська       | д. Златоустівка, хут. Бабичів, хут. Глушко, д. Ново-Григорівка, хут. Шолохове |
| 8  | Іванівська           | пос. Іванівка, пос. Базавлучок, пос. Єленівка, пос. Наталівка, пос. Ново-Василівка №1, пос. Отруб, пос. Приют, пос. Сорочино, пос. Терноватка, пос. Штейнбах, хутори Василівський I, Василівський II, Горбенко, Клименко, Розувайло, Семенівський I, Семенівський II, Соловйова, Сукачева, Татарчевський, Устенко, Харченко, Черепа, Чорнобая, Єсавулових Є.К.П.М. |
| 9  | Кам’янська           | с. Кам’янка |
| 10 | Мар’ївська           | д. Мар’ївка, д. Євдокіївка, д. Павлівка, пос. Ново-Василівка №2, хутори Грипасі, Калашникових, Ново-Павловка. |
| 11 | Ново-Миколаївська    | с. Ново-Миколаївка, хут. Голенко |
| 12 | Петропавлівська      | пос. Петропавлівка, пос. Базалук, пос. Вознесенський, пос. Запорожський, пос. Ново-Іванівський, пос. Ново-Українка, пос. Преображенський, пос. Успенський, хут. Расколупина |
| 13 | Софіївська           | д. Софіївка, пос. Мазурщина, с. Михайло-Заводськ |

5199 господарств, населення 24189 осіб (11706 чол., 12483 жін.)
З 1-го серпня 1925 р. скасовано поділ на губернії Української Соціалістичної Радянської Республіки.
З 15 червня 1925 р. територію УСРР поділено на 41 округу.
Михайлівський район з райцентром в с. Михайлівка лишився в складі Криворізької округи.
За даними Центрального Статистичного Управління УСРР на кінець 1925 року площа району становила 1130,8 кв.км. Район мав установи соціального виховання: 27 трудшкіл I-IV гр, в яких працювало 54 вчителі, навчалося 2279 учнів, з них 936 дівчат; 1 трудшкола 7-літка , 6 вчителів, 200 учнів, з них 70 дівчат. Були установи політичної освіти: 3 книгозбірні (бібліотеки), 22 хати-читальні, 13 сельбудинки та народні будинки, 8 театрів та драмгуртків. Також було 20 пунктів ліквідації неписемності, в яких працювало 24 вчителі та навчалось 798 учнів. Сільська мережа лікарчих установ НКОЗ на 30-IX 1925 р. в районі мала 3 загально-громадських амбулаторіЇ, 2 аптеки. В них працювало 2 лікарі, 2 фельдшери, 2 повитухи, 2 іншого медперсоналу. Сільське господарство району складалось з: 5397 індивідуальних селянських господарств; колгоспи: 2 комуни, 9 артілей, 2 інші; 1 радгосп; 11 інших господарств. Всього 5422. Площа орної землі - 48236 десятин. Загальна кількість худоби в районі: коней 5280, великої рогатої худоби 12266, овець 7787, свиней 2739, птиці 31977. Дрібна промисловість в сільських місцевостях району складала: 2 слюсарсько-токарське діла, 33 кузні, 1 бондарське виробництво, 2 столярсько-теслярських  виробництва, 67 вітряків, 4 вальцьові млини, 7 круподерень та просодерень, 3 олійних виробництва, 4 виробництва молочних продуктів, 1 виробництво дубленого шкіряного товару, 2 інші виробництва.
Район розформований 29 вересня 1926 року, території: 
Злотовустівської, Мар'ївської, Ново-Миколаївської і Базавлучокської сільрад і сел Наталівки, Приюта і Сорочине Сорочинської сільради приєднані до складу Софіївського району тої самої округи;
Володимирської, Петропавлівської, Олексіївської, Базавлуцької, Кам'янської, Михайлівської, Софіївської і Катеринівської сільрад і сел Лисаветпіль і Радушне, присілків Ново-Володимирівка, Вільний, Мала-Таранівка та Бурлацько-Вовчий і колективу «Марксфельд» Лисаветпільської сільради, а також присілків Іванівка, Штейнбах з хутором Федька і колфондом № 24 Сорочинської сільради приєднані до складу Апостолівського району тої самої округи;
Сел Ганнівки і Ново-Дмитріївки, присілків: Веселого, Ново-Мар'їнського, Львова та Дубового і колективів «Красний Ручей», «Новая Заря» і «Новый Путь» з прилеглими до них держфондами Лисаветпільської сільради приєднані до складу Криворізького району тої самої округи;
присілка «Новая Жизнь» і колгоспу «Калинівка» приєднані до складу Широківського району тої самої округи.